# Жером-Адолф Бланки
Жеро̀м-Адо̀лф Бланкѝ (на френски: Jérôme-Adolphe Blanqui) е френски икономист, привърженик на свободната търговия. Той е брат на революционера Луи Огюст Бланки.
Адолф Бланки е ученик на Жан-Батист Сей, когото наследява през 1833 като преподавател по политикономия в Консерватория за изкуства и занаяти. Фундаменталният му труд „Histoire d'économie politique en Europe“ е първото сериозно изследване на историята на икономическата мисъл.
През 1841 той е изпратен от френското правителство да проучи положението в Западна България, след като властите потушават въстание на българите в Нишко и Пиротско. След завръщането си той публикува книгата „Voyage en Bulgarie pendant l'année 1841“ („Пътуване из България през 1841 година“), която съдържа ценни наблюдения за страната в средата на 19 век.
В края на предговора към това първо издание в България на книгата на Бланки „Пътуване из България през 1841 година“, Иван Илчев прави следното обобщение:
| „ | „Между другото, пътуването даде свидетелство за извечността на балканските политически нрави. Малобройната ни емиграция бе разтревожена от опитите на гръцкия дипломатически представител в Париж Йоанис Колетис да води пропаганда в защита на въстаналите, като ги обвързваше с въстанието на остров Крит и убеждаваше французите, че българите тук били всъщност истински гърци. В това отношение поне особено развитие няма. Днес пък за сръбската историография въстаналите в Нишко са сърби. За българи и дума не се споменава. Интересно как ще се преведе книгата на Бланки на сръбски език.“. | “ |